# Baunatal-Guntershausen
Baunatal-Guntershausen (niem. Bahnhof Baunatal-Guntershausen) – stacja kolejowa w Baunatal, w kraju związkowym Hesja, w Niemczech. Według DB Station&Service ma kategorię 5. Znajduje się na ważnej linii kolejwej Kassel – Frankfurt, a także punktem końcowym dla linii z Bebry. Obecnie znajduje się na terenie dzielnicy Guntershausen miasta Baunatal.

## Położenie
Stacja znajduje się na wysokim brzegu Fuldy. Pierwotnie była nazywana Guntershausen. Bezpośrednio na południe znajduje się most wybudowany nad Fuldą w 1848. W ówczesnym czasie był to największy most kolejowy w Niemczech. Podczas II wojny światowej zniszczono siedem centralnych łuków mostu. W 1952 r. Został przebudowany do obecnej formie. Na północy, w kierunku Kassel, trasa ma nachylenie 10 ‰.

## Historia
Friedrich-Wilhelms-Nordbahn (Kassel - Guntershausen - Bebra), została otwarta w 1849, pierwszy odcinek Main-Weser-Bahn z Kassel przez Guntershausen do Wabern otwarto 29 grudnia 1849. 
Do lat sześćdziesiątych XIX wieku trasy na od stacji południowe były jednotorowe. W tym czasie dwie główne platformy, które były prowadzone w kierunku operacyjnym i rozgałęzienia tras, miały miejsce tylko na południowym obszarze stacji. W tym czasie stacja Guntershausen była stacją wyspową. Gdy obie trasy miały już po dwa tory, nie było to już możliwe i stacja została wyposażona w więcej peronów. W 1905 roku wybudowano tunel pod torami, który zapewniał dostęp do niektórych peronów, a układ torów został przebudowany.
5 listopada 1973 miał miejsce wypadek kolejowy na stacji. Pociągi ekspresowe D 453 i DC 973 zderzyły się na stacji. 14 osób zginęło, 65 innych zostało rannych. Obecnie (stan na 2014) pozostały tylko dwie trasy tranzytowe, usunięto wszystkie tory boczne. Perony są ponumerowane od wschodu do zachodu od 1 do 4.

## Linie kolejowe
- Linia Bebra – Baunatal-Guntershausen
- Linia Kassel – Frankfurt